# Gran Premio Šenčur
El Gran Premio Šenčur es una carrera ciclista eslovena. Fue creada en 1999 en forma de critérium hasta 2012 y ha sido organizada por el club ciclista de Šenčur (Kolesarsko društvo sencur). Desde el año 2013 entró a formar parte del UCI Europe Tour de como competencia de categoría 1.2. 

## Palmarés
En naranja: edición amistosa de exhibición no oficial (criterium).
| Año  | Ganador         | Segundo         | Tercero         |
| ---- | --------------- | --------------- | --------------- |
| 1999 | Boštjan Mervar  | Milan Erzen     | Matej Stare     |
| 2000 | Rajko Petek     | Gregor Zajc     | Borut Božič     |
| 2001 | Zoran Klemenčič | Matej Marin     | Gregor Zajc     |
| 2002 | Dean Podgornik  | Borut Božič     | Gregor Zajc     |
| 2003 | Dean Podgornik  | Matija Kvasina  | Uroš Murn       |
| 2004 | Matej Stare     | Vladimir Kerkez | Rok Jerse       |
| 2005 | Andrei Hauptman | Matej Stare     | Boris Premuzic  |
| 2006 | Matej Stare     | Gregor Gazvoda  | Miha Svab       |
| 2007 | Aldo Ino Ilešič | Matej Stare     | Jure Kocjan     |
| 2008 | Mitja Mahorič   | David Tratnik   | Gregor Gazvoda  |
| 2009 | Marko Kump      | Matej Stare     | Boštjan Rezman  |
| 2010 | Vladimir Kerkez | Mitja Mahorič   | Matija Kvasina  |
| 2011 | Jure Zrimšek    | Mitja Mahorič   | Matej Marin     |
| 2012 | Luka Mezgec     | Blaž Furdi      | Robert Jenko    |
| 2013 | Radoslav Rogina | Matej Marin     | Remco Broers    |
| 2014 | No se disputó   | No se disputó   | No se disputó   |
| 2015 | Martin Otoničar | Luka Pibernik   | Aldo Ino Ilešič |

## Palmarés por países
| País      | Victorias |
| --------- | --------- |
| Eslovenia | 15        |
| Croacia   | 1         |